# Lozariegos
Lozariegos (llamada oficialmente Santa María de Louzaregos) es una parroquia y un lugar del municipio español de Viana del Bollo, en la provincia de Orense, Galicia.

## Toponimia
La parroquia también es conocida por el nombre de Santa María de Lozariegos.

## Organización territorial
La parroquia está formada por una entidad de población:
- Louzaregos

## Demografía
Gráfica demográfica del lugar y parroquia de Lozariegos según el INE español:
| Gráfica de evolución demográfica de Lozariegos entre 2000 y 2023 |
|                                                                  |
| Datos según el nomenclátor publicado por el INE.                 |